# Hornchurch (metrostation)
Hornchurch is een station van de metro van Londen aan de District Line. Het metrostation, dat in 1885 is geopend, ligt in de plaats Hornchurch. In 1932 begon de dienstregeling op de District Line.

## Geschiedenis

### Stoomtijdperk
De oorspronkelijke route van de London, Tilbury en Southend Railway LT&SR liep in 1854 door het zuiden van de parochie Hornchurch langs de Theems zonder te stoppen, het dichtstbijzijnde station was in Rainham. Tussen 1885 en 1888 werd een nieuwe route aangelegd onder de naam Barking and Pitsea Railway, die een kortere verbinding bood van Fenchurch Street naar Southend via Upminster, waarbij Tilbury werd vermeden. Het station Hornchurch opende op 1 mei 1885 tussen de stations Upminster in het oosten en Dagenham in westen. In 1902 werd de metro door middel van de Whitechapel en Bow Railway verbonden met de LT&SR waardoor het mogelijk werd om de metro's van de District Railway (DR) ten oosten van Whitechapel tot Upminster te laten rijden. In 1905 schakelde de DR over op elektrische tractie waardoor de metro niet meer ten oosten van East Ham kon rijden. De London, Tilbury and Southend Railway werd in 1912 gekocht door de Midland Railway die op haar beurt op 1 januari 1923 opging in de London, Midland and Scottish Railway (LMS). 

### Elektrische metro
De elektrische dienst van de District Railway werd in 1908 doorgetrokken van East Ham naar Barking, maar verder naar het oosten kwam het, als gevolg van de Eerste Wereldoorlog, niet. Na de oorlog onderzochten de LMS en DR verschillende mogelijkheden om de metro weer tot Upminster te laten rijden. Er werd gekozen voor de aanleg van twee elektrische sporen langs de noordrand van de Pitsearoute met perrons bij de bestaande stations van de LMS. Voor Hornchurch betekende dit de ombouw van het station waarbij het noordelijke zijperron verder ging als eilandperron tussen trein en metro. Langs het noordelijke spoor van de metro kwam een nieuw perron en het stationsgebouw werd geheel omgebouwd in verband met de nieuwe situatie. Net als in Dagenham East en Becontree kwam het nieuwe stationsgebouw haaks boven de sporen langs het viaduct van de kruisende straat, in dit geval Station Lane. De nieuwbouw is geheel opgetrokken in de stijl van de jaren dertig die ook bij de andere metrostations tussen barking en Upminster werd toegepast. De District Railway (DR) ging in 1933 op in London Transport waarmee alle metrolijnen onder hetzelfde bedrijf vielen, hoewel het station zelf eigendom bleef van LMS. In 1934 werd ten oosten van Hornchurch een nieuw metrostation bij Upminster Bridge geopend en een jaar later werd ook aan de westkant een nieuw metrostation, Elm Park, geopend. De dienstregeling van 1947 kende slechts enkele diensten per dag van de London, Midland and Scottish Railway en een frequente dienst van de District Line.

### British Railways
Na de nationalisatie van de spoorwegen in 1948 werd het beheer van het station overgedragen aan British Railways. De overgebleven diensten tussen Fenchurch Street en Southend rijden sinds 1962, toen de Pitsearoute onder de draad kwam, het station voorbij. Hierdoor ontstond de vereemde situatie dat het station beheerd werd door een bedrijf dat er niet stopte. In 1969 kwam hieraan een eind toen London Underground eigenaar werd onder het gezag van de London Transport Executive van de Greater London Council.

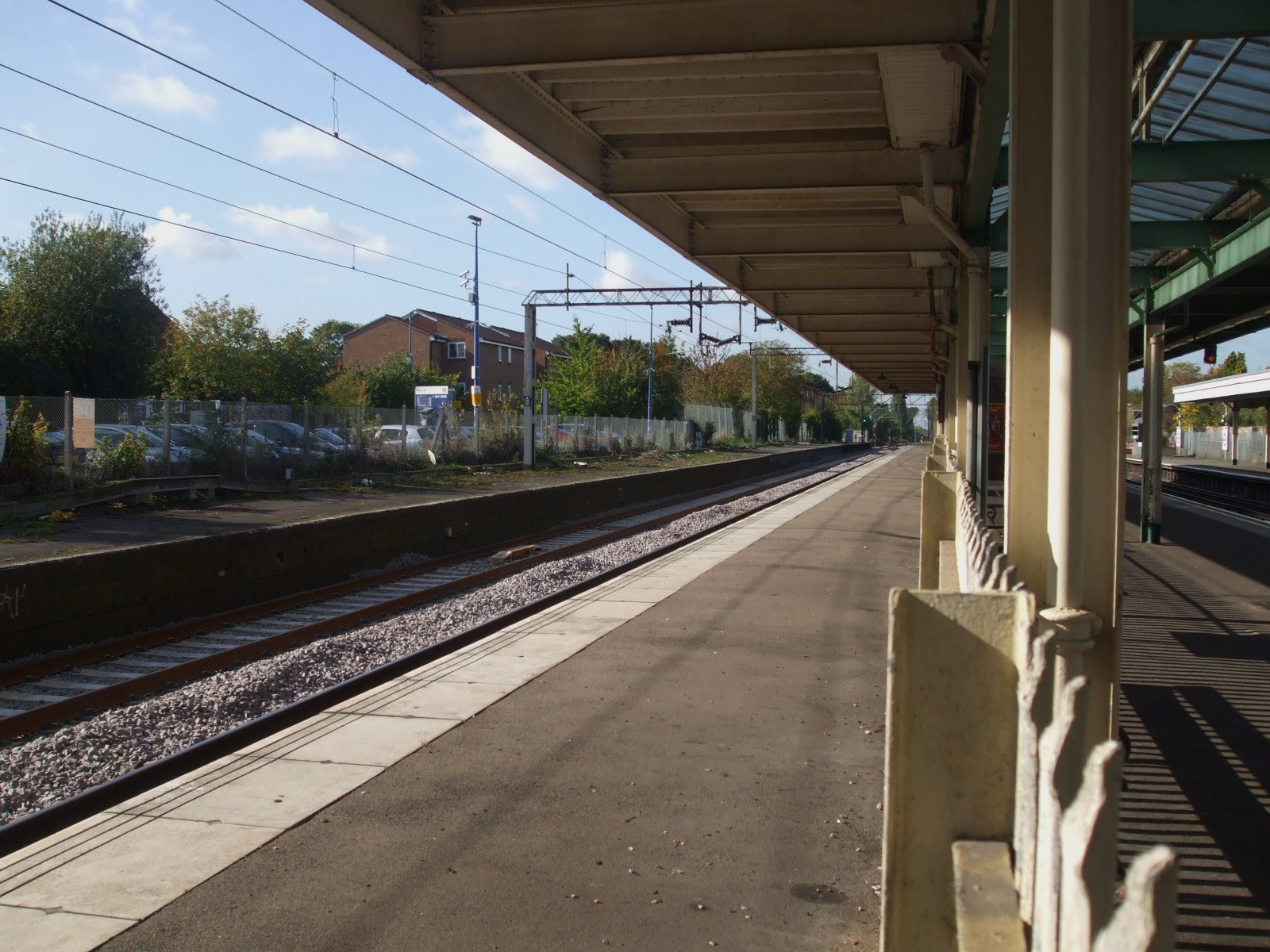
De perrons langs de Pitsearoute
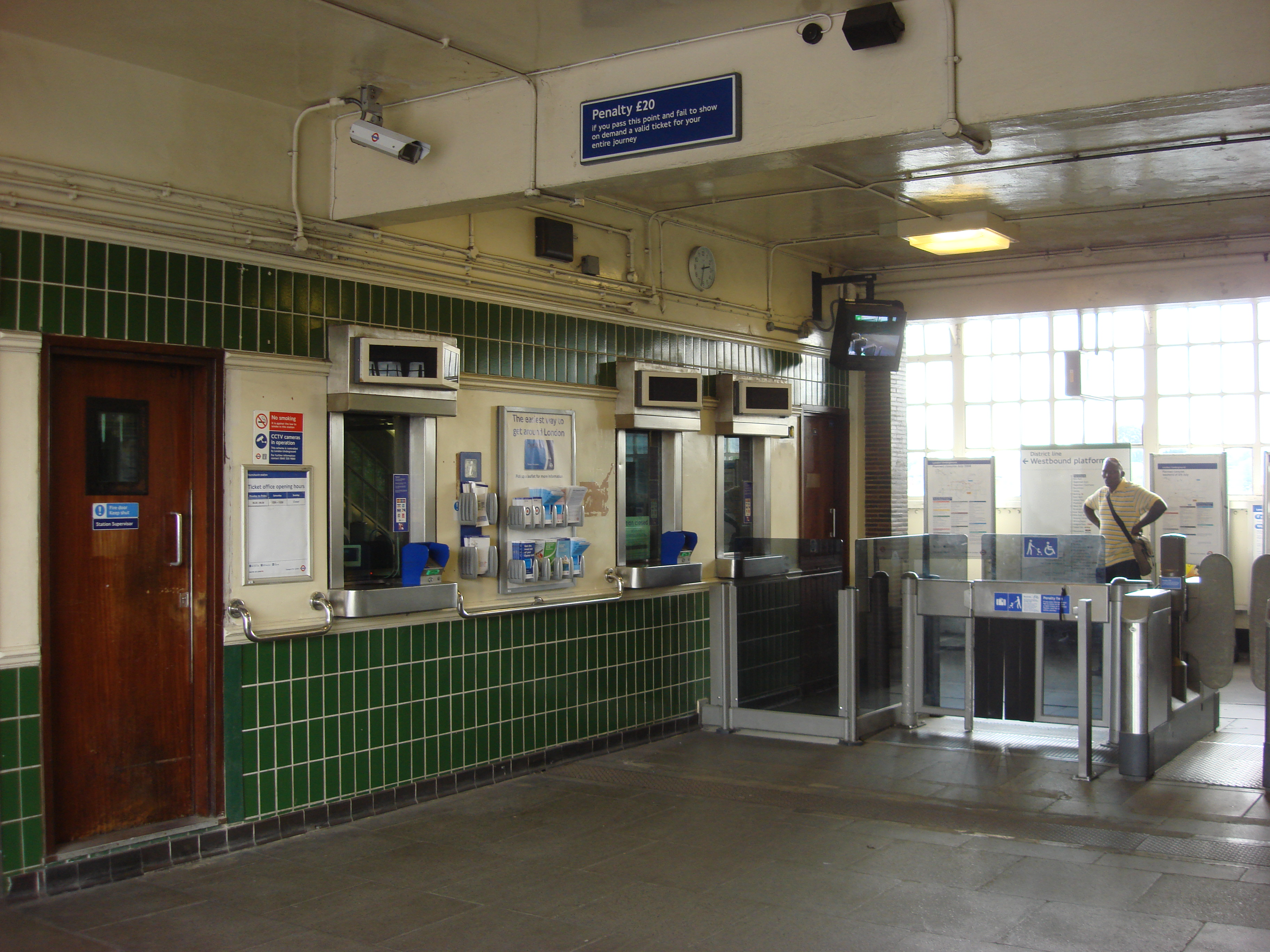
De stationshal
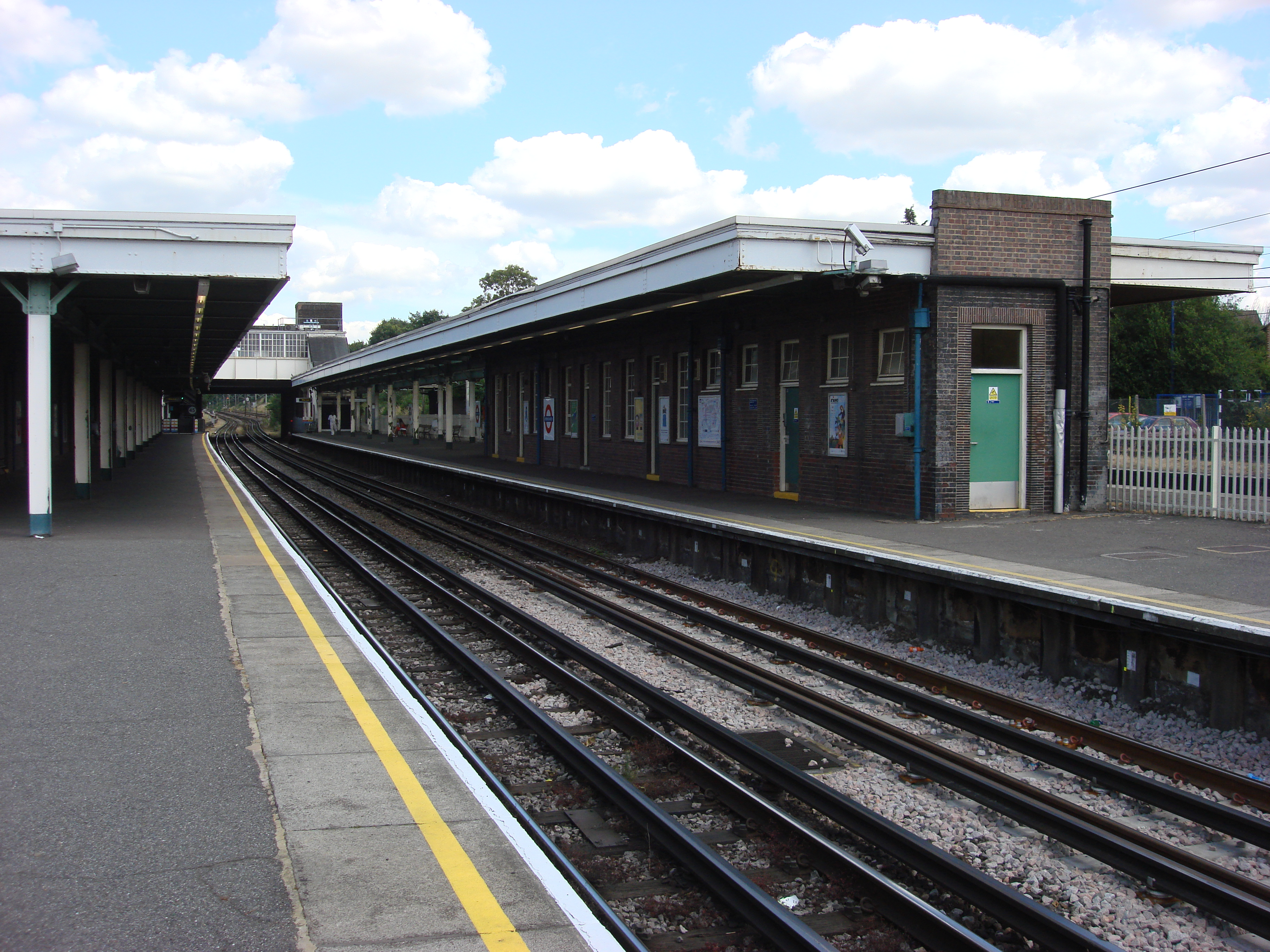
De perrons langs de metrosporen.

## Ligging en inrichting
Het station ligt aan de District Line op tussen Elm Park in het westen en Upminster Bridge in het oosten. Het ligt 2,5 kilometer van Upminster in het oosten en 31,7 kilometer van Earl's Court in het centrum van Londen, waar de lijn vertakt. Het is genoemd naar de plaats Hornchurch in de London Borough of Havering, waar het ongeveer 1,6 km ten zuiden van de hoofdstraat ligt. Het stationsgebouw ligt langs het viaduct waarmee de Station Lane het spoor kruist tussen verschillende winkelgalerijen. Ronde het station liggen voornamelijk woonwijken en vlakbij liggen St George's Hospital en Hornchurch Country Park. Upminster Bridge ligt 1,26 kilometer naar het noordoosten en Elm Park ligt 1,5 kilometer naar het zuidwesten. Naast het station is een parkeerterrein met 68 vakken dat wordt beheerd door National Car Parks en toegankelijk is vanaf Naunton Way.
Het station heeft twee zijperrons - genummerd 1 voor westelijke richting en 2 voor oostelijke - aan weerszijden van de sporen. De perrons langs de Pitsearoute zijn nog aanweig maar sinds 1962 buiten gebruik. De metroperrons zijn grotendeels overdekt met een perronkap en het perron voor de metro's standinwaarts beschikt over een wachtkamer en toiletten. Het stationsgebouw van rode bakstenen bevindt zich op straatniveau boven de perrons en is met vaste trappen met die perrons verbonden. De architectuur uit de jaren dertig is qua ontwerp vergelijkbaar met Becontree en Dagenham East en was eigentijds bij de introductie van elektrische diensten. De perronbanken zijn van het standaardontwerp van de Midland Railway(1912-1922). Tot 2016 lag ten westen van het station een overloopwissel  waardoor metro's daar konden stoppen en in de tegenovergestelde richting weer konden voorrijden voor de rit naar de stad.
Als onderdeel van de publiek-private samenwerkingsovereenkomst voor het onderhoud van de London Underground, zou Metronet het station opknappen. Na het faillissement van Metronet kreg Transport for London in 2008 de taak om de stations te onderhouden. Het groot onderhoud omvatte het aanbrengen van voelbare strips en leuningen in contrasterende kleuren voor slechtzienden, installatie van camerabewaking, hulpzuilen voor reizigers, nieuwe elektronische vertrekborden op de perrons, een nieuwe omroepinstallatie en verbeterde verlichting. Transport for London heeft het station ingedeeld in de categorie 'beperkte werken', wat er op neer komt dat deze verbeteringen stapsgewijs worden uitgevoerd als er geld beschikbaar is. Hoewel er twee liftschachten aanwezig zijn, zijn deze niet ingebruik en het station is dan ook niet toegankelijk voor rolstoelgebruikers.

## Reizigersdienst
De buslijnen verzorgen diensten naar Collier Row, County Park Estate, Cranham, Lakeside Shopping Centre , Noak Hill , Queen's Hospital , Rainham , Romford en St George's Hospital.
Tijdens de daluren rijden twaalf metro's per uur naar Upminster en twaalf naar Earl's Court , waarvan er zes doorgaan naar Ealing Broadway en zes naar Richmond . Tijdens de spitsuren neemt het aantal metro's toe tot 15 per uur en ritten gaan na Earl's Court verder naar Wimbledon. Diensten naar het centrum van Londen rijden van ongeveer 05:00 tot 23:30 uur en diensten naar Upminster rijden van ongeveer 06:00 tot 01:30 uur. De reistijd naar Upminster is vier minuten; naar Barking duurt ongeveer 15 minuten, en naar Tower Hill is het ongeveer 40 minuten rijden. Het station heeft een loket dat elf uur per week open is. In 2011 waren er 1,98 miljoen in- en uitstappers op het station, meer dan in de voorgaande twee jaar, en gemiddeld voor een station in de voorsteden.